# Camponotus blandus
Camponotus blandus é uma espécie de inseto do gênero Camponotus, pertencente à família Formicidae.

## Subespécies
- C. b. aequinotus
- C. b. blandus
- C. b. crispulus
- C. b. denudatus
- C. b. pellitus
- C. b. pronotalis
- C. b. rosariensis
- C. b. scintillans